# Friedeburg (Saale)
Friedeburg (Saale) è una frazione del comune tedesco di Gerbstedt, nel land della Sassonia-Anhalt.
Fino al 1º gennaio 2010 ha costituito un comune autonomo.